# Радвањ на Дунаву
Радвањ на Дунаву (слч. Radvaň nad Dunajom, мађ. Dunaradvány) насељено је мјесто са административним статусом сеоске општине (слч. obec) у округу Коморан, у Њитранском крају, Словачка Република.

## Становништво
| Година:    | 1994. | 2004.   | 2014.   | 2024.   |
| ---------- | ----- | ------- | ------- | ------- |
| Број људи: | 749   | 747     | 709     | 710     |
| Разлика:   |       | -0,26 % | -5,08 % | +0,14 % |

| Година:    | 2023. | 2024.   |
| ---------- | ----- | ------- |
| Број људи: | 708   | 710     |
| Разлика:   |       | +0,28 % |

Према подацима о броју становника из 2011. године насеље је имало 717 становника.